# Заберезинский, Ян Юрьевич
Ян Ю́рьевич Заберези́нский (ок. 1440 — 2 февраля 1508) — государственный деятель Великого княжества Литовского, маршалок дворный (1482—1496), наместник полоцкий (1484—1496), каштелян трокский (1492—1498), воевода трокский (1498—1505), маршалок великий литовский (1498—1505). Наместник гродненский (1505) и волковысский (1506).

## Биография
Сын князя Юрия Римовидовича Заберезинского. При великом князе литовском Казимире Ягеллончике Ян Заберезинский унаследовал выморочные имения своего родственника, наместника смоленского и каштеляна виленского Петра Гедигольдовича (ум. 1451): Камень и Волму в Минском повете, от двоюродных братьев Алехновичей — часть Кривичей, Княгинина и другие имения. Благодаря браку с Анной, дочерью Николая Носуты, приобрёл Порозово в Волковысском, Шерешёво в Берестейском, Квасовку в Гродненском поветах, Мендзыжец-Подляски, Белую и другие имения на Подляшье, что сделало его одним из богатейших литовских магнатов.
В 1495 году каштелян трокский Ян Юрьевич Заберезинский ездил послом великого князя литовского Александра Казимировича к великому князю московскому Ивану III Васильевичу сватать его дочь Елену Ивановну.
Возглавлял группу литовских магнатов, которая враждовала с князем Михаилом Львовичем Глинским, фаворитом великого князя литовского Александра Казимировича. В 1505 году по жалобе последнего был лишён должности воеводы трокского. В начале 1508 года попавший в опалу князь Михаил Глинский с братьями поднял мятеж с целью расправиться со своими недругами и вернуть утраченное по их вине положение в государстве. 2 февраля под приказу Михаила Глинского Ян Юрьевич Заберезинский был убит в своём имении около Гродно.